# Fox Trot Finesse
Fox Trot Finesse er en amerikansk stumfilm fra 1915 af Sidney Drew.

## Medvirkende
- Sidney Drew - Ferdie Crosby
- Mrs. Sidney Drew - Eva
- Ethel Lee - Mrs. U. Newit